# Hellsing (manga)
Hellsing (ヘルシング, Herushingu) is een Japanse mangaserie geschreven en getekend door Kouta Hirano. De serie draait om een mysterieuze en geheime orde die vecht tegen vampiers, zombies en andere bovennatuurlijke wezens. De hoofdpersoon is graaf Dracula, onder het pseudoniem “Alucard”.
De manga verscheen van 1997 tot 2008 en werd maandelijks gepubliceerd in het tijdschrift Young King OURs in Japan. De manga is ook in het Engels uitgegeven door Dark Horse Comics.

## Verhaal
Het verhaal speelt zich af in een fictieve versie van de hedendaagse wereld, en draait om een organisatie genaamd de Royal Order of Protestant Knights, ook wel de Hellsing organisatie genoemd. Deze organisatie heeft het doel de wereld te beschermen tegen bovennatuurlijk kwaad.
Het verhaal begint als een mysterieverhaal waarin de hoofdpersonages antwoorden zoeken voor aanwijzingen dat er mogelijk een duistere Apocalyps aankomt. Daarna verandert de plot naar een oorlogsverhaal. Het verhaal gebruikt ook enkele filosofische thema’s.

## Overzicht
Hellsing is in een aantal opzichten uniek. Veel van de elementen zijn overgenomen uit Westerse verhalen van eind 19e en begin 20e eeuw, vermengd met actiescènes. In tegenstelling tot bij veel andere anime/mangaseries richt de actie zich meer op gevechten met exotische vuurwapens, gelijk aan de stijl van heroic bloodshed.
De manga heeft een behoorlijk duistere ondertoon met maar weinig beperkingen aan wat de personages wel en niet mogen doen. Derhalve komen er regelmatig onderwerpen als verminking, kannibalisme en marteling aan bod.
De manga is geïnspireerd door veel andere anime/manga/films/romans.

## Hoofdpersonages
Alucard
De hoofdpersoon uit de manga. Hij is een eeuwenoude vampier en een van de sterkste leden van de organisatie. Hij is in werkelijkheid niemand minder dan graaf Dracula. In het fictieve universum van de manga werd Dracula aan het eind van de gebeurtenissen uit Bram Stokers roman blijkbaar niet gedood, maar door Abraham van Helsing tot zijn dienaar gemaakt. Iets dat hij ook is gebleven voor Van Helsings nakomelingen. Hij beschikt over veel bovennatuurlijke krachten.
Seras VictoriaEveneens een vampier in dienst van de Hellsing-organisatie. Seras was als mens lid van de speciale eenheid D11, maar raakte dodelijk gewond in een gevecht met een vampier die zich voordeed als een priester. Ze stond toe dat Alucard haar ook in een vampier veranderde. Ze is nu Alucards dienaar en beschermer.
Integra HellsingDe leider van de Hellsing-organisatie en Alucards meester. Ze heeft een sterke persoonlijkheid. Hoewel ze erg streng en dominant overkomt, hebben veel mensen enorm respect voor haar; zelfs haar vijanden.
Walter C. Dornez
Een gepensioneerd lid van de Hellsing-organisatie. Hij dient nu als de butler van Integra Hellsing. Zijn bijnaam is de “Engel des doods”, een naam die hij als het moet nog steeds waar maakt. Hij is goede vrienden met Integra en Alucard.
Alexander AndersonEen krijger-priester of paladijn die werkt voor de Iscariot-organisatie. Hij is hun ultieme wapen in de strijd met de ondoden. Hij kan regenereren en is gewapend met een groot arsenaal van heilige wapens. Hij is een van Alucards grootste tegenstanders.
The MajorEen voormalige SS-officier die de leiding had over Nazi-experimenten waar vampieren bij betrokken waren. Hij wil wraak op Alucard voor het verstoren van zijn experimenten.
Enrico MaxwellDe overambitieuze religieuze leider van de Iscariot-organisatie.

## Organisaties
Royal Order of Protestant Knights, Hellsing
Een genootschap opgericht door Abraham van Helsing. Ze vormen een groot deel van de ware machtsstructuur van het Verenigd Koninkrijk. Hun doel is het land te verdedigen tegen bovennatuurlijk kwaad. Hiervoor zet de organisatie zelfs vampieren in als agenten.
MillenniumEen mysterieuze groep van Nazi’s die zich sinds het einde van de Tweede Wereldoorlog schuilhouden in Brazilië. De organisatie werd in de einddagen van de oorlog opgericht met het doel bovennatuurlijke krachten geschikt te maken voor militair gebruik.
Iscariot (Vatican Section XIII)Een geheime organisatie van het Vaticaan. De organisatie heeft net als de Hellsing-organisatie het doel de wereld te verlossen van monsters. Daar de Hellsing-organisatie echter vampieren inzet als agenten staan de twee groepen niet op goede voet met elkaar.
The Wild GeeseEen groep huursoldaten die internationaal actief zijn.
The Convention of TwelveEen van de opdrachtgevers van Hellsing. Deze organisatie is een geheim genootschap van ridders, militaire leiders en andere prominente mensen uit de samenleving die vanuit de schaduwen het Verenigd Koninkrijk besturen.

## Anime
- In 2001 werd de serie omgezet naar een 13 delen tellende animeserie, eveneens Hellsing genaamd.
- In de jaren 2006-2014 verscheen er een uit 10 afleveringen bestaande OVA, getiteld Hellsing Ultimate.
- Tijdens de productie van Hellsing Ultimate verscheen er in de jaren 2011-2012 een op de manga gebaseerde prequel, getiteld Hellsing: The Dawn.